# Medium (vino)
El Medium es un vino dulce generoso de licor, propio del Marco de Jerez y otras denominaciones de origen andaluzas. Se obtiene a partir de una mezcla de vino seco y vino dulce; por ejemplo, Pedro Ximénez y un vino oloroso como el amontillado. El resultado es un vino de color ámbar a caoba claro, con un aroma atenuado y paladar ligeramente dulce y almendrado. Su graduación alcohólica es de entre 15 y 22º.  